# Friande (Póvoa de Lanhoso)
Pour les articles homonymes, voir Friande.
Friande est une freguesia (paroisse civile) du Portugal, rattachée au concelho (municipalité) de Póvoa de Lanhoso et située dans le district de Braga et la région Nord.
Depuis 2013, Friande fait partie de l'union des freguesias de Verim, Friande et Ajude.